# Kościół i klasztor Karmelitów bosych w Przemyślu
Kościół pw. św. Teresy i klasztor Karmelitów bosych w Przemyślu – późnorenesansowy XVII-wieczny zespół klasztorny karmelitów bosych i kościół pw. św. Teresy z Ávili położony przy ulicy Karmelickiej w Przemyślu. Usytuowany na wzgórzu, jako jedna z najwyżej położonych przemyskich świątyń, obok Zamku Kazimierzowskiego dominuje w panoramie starej, prawobrzeżnej części miasta. Obok katedry, uważany za najsłynniejszy kościół Przemyśla.

## Dzieje klasztoru
Zespół budynków klasztornych został wybudowany w latach 1620–1630 w stylu późnego renesansu dla Prowincji Polskiej zakonu karmelitów bosych z fundacji Marcina Krasickiego – wojewody podolskiego, starosty przemyskiego i właściciela Krasiczyna.
W 1784 roku na mocy dekretów cesarza Józefa II przemyski karmel został zlikwidowany, a zakonnicy wysłani do klasztoru w Zagórzu. Opuszczony zespół klasztorny za zgodą władz zaborczych został przejęty przez grekokatolików. Od tego czasu służył jako katedra greckokatolickiej eparchii przemyskiej. Grekokatolicy dokonali wielu zmian w wyglądzie świątyni, usuwając m.in. czarny marmurowy ołtarz główny, zamalowując freski, niszcząc tablicę fundacyjną, a także łacińskie inskrypcje na fasadzie głównej i herb Marcina Krasickiego. Jednocześnie dodali nowe elementy, bizantyjskie – ikonostas, figury patronów Rusi, nową drewnianą kopułę w miejsce barokowej sygnaturki oraz wolnostojącą dzwonnicę.
W 1946 roku, po aresztowaniach greckokatolickich biskupów i likwidacji struktur Kościoła greckokatolickiego w Polsce, do kościoła po 162 latach powrócili karmelici, choć władze komunistyczne znacznie utrudniały korzystanie z obiektów klasztornych.
Na konferencji Episkopatu Polski w 1991 r, w której uczestniczyli przedstawiciele unitów, podjęto decyzję o przekazaniu kościoła grekokatolikom na 10-letni okres przejściowy, do czasu aż wybudują własną katedrę. Postanowienie to wywołało zdecydowaną akcję protestacyjną w Przemyślu. Doszło do okupacji świątyni przez członków Społecznego Komitetu Obrony Polskiego Kościoła Ojców Karmelitów, na czele którego stanął Stanisław Żółkiewicz.
Ostatecznie papież Jan Paweł II wizytując Przemyśl w 1991 roku przekazał grekokatolikom pojezuicki kościół garnizonowy pw. Najświętszego Serca Pana Jezusa (w kościele tym, już od 1957 roku obok nabożeństw w rycie łacińskim odprawiano również msze w obrządku wschodnim). Od 1996 roku kościół św. Teresy stał się kościołem garnizonowym, a kościół pojezuicki katedrą archieparchii przemysko-warszawskiej Kościoła greckokatolickiego jako Sobór św. Jana Chrzciciela.
W latach 90. XX wieku kościół przeszedł gruntowny remont, w wyniku którego usunięto XIX-wieczne przebudowy (m in. w 1996 zdemontowano drewnianą, astylową bizantyjską kopułę), tym samym tworząc tzw. Łamany polski dach, z wieżyczką na sygnaturkę, i częściowo odsłonięto zamalowane freski oraz przywrócono pierwotny wygląd fasady z łacińskimi sentencjami z początku XVII stulecia.
W 2007 roku władze krakowskiej prowincji zakonu ze względu na rozkwit klasztoru utworzyły Postulat w Przemyślu.

## Stan obecny
W skład zabudowań klasztornych wchodzą: Dom zakonny, kościół z dzwonnicą oraz zabudowanie gospodarcze. Na terenie klasztoru znajduje się rozległy ogród oraz sad. Całość otoczona jest wysokim, zabytkowym murem z bramą wjazdową. Kościół św. Teresy z Ávili pełni rolę świątyni miejscowej parafii, kościoła przyklasztornego 
Wewnątrz świątyni interesujący wystrój: m.in. oryginalna barokowa ambona w kształcie Łodzi Piotrowej z figurami apostołów Piotra i Pawła (II połowa XVIII w.), portale z czarnego marmuru (XVII w.), rokokowe ołtarze boczne (posągi ołtarza Matki Boskiej Szkaplerznej stanowią przerzut z kościoła Wniebowzięcia Najświętszej Marii Panny w Buczaczu), stiukowa dekoracja na sklepieniach oraz przechowywany w zakrystii XVIII-wieczny konfesjonał. Nieliczne zachowane freski na sklepieniach i ścianach zakrystii nawiązują do popularnych w kręgach karmelitańskich wątków teologii mistycznej; m.in. św. Eliasz na górze Karmel, wizerunki świętych: Teresy, Apolonii oraz Tekli.
Liczne tablice pamiątkowe poświęcone: jednostkom wojskowym stacjonującym niegdyś w Przemyślu, żołnierzom polskim poległym i pomordowanym w okresie II wojny światowej oraz cywilnym ofiarom ludobójstwa OUN/UPA na Kresach Południowo-Wschodnich II Rzeczypospolitej.
Obecnie w klasztorze w Czernej znajduje się obraz św. Tekli z widokiem klasztoru Karmelitów bosych w Przemyślu, datowany na 16 marca 1768, który pierwotnie z pewnością pochodził z ołtarza św. Tekli w tym przemyskim kościele.

## Galeria

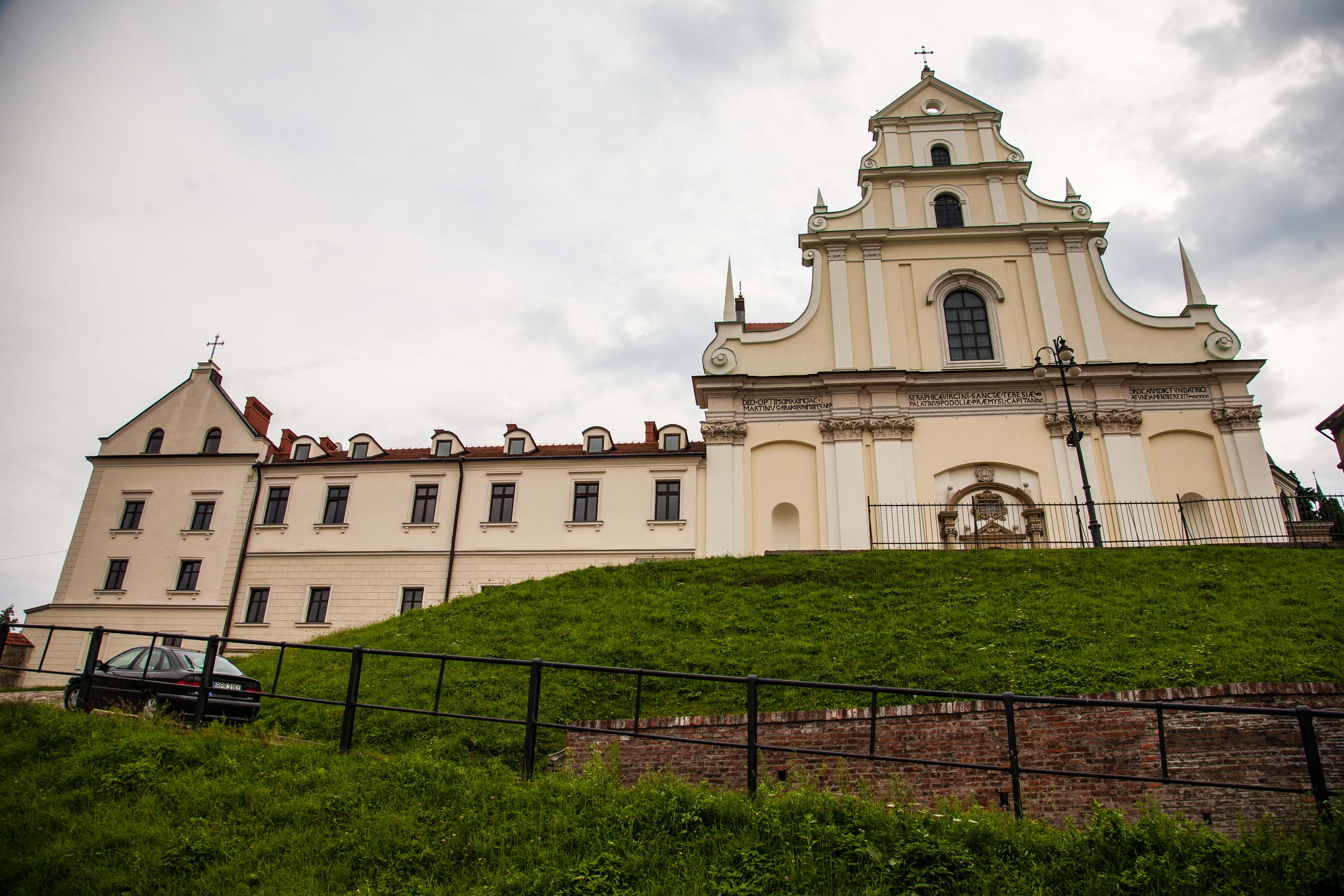
Widok z ulicy Karmelickiej
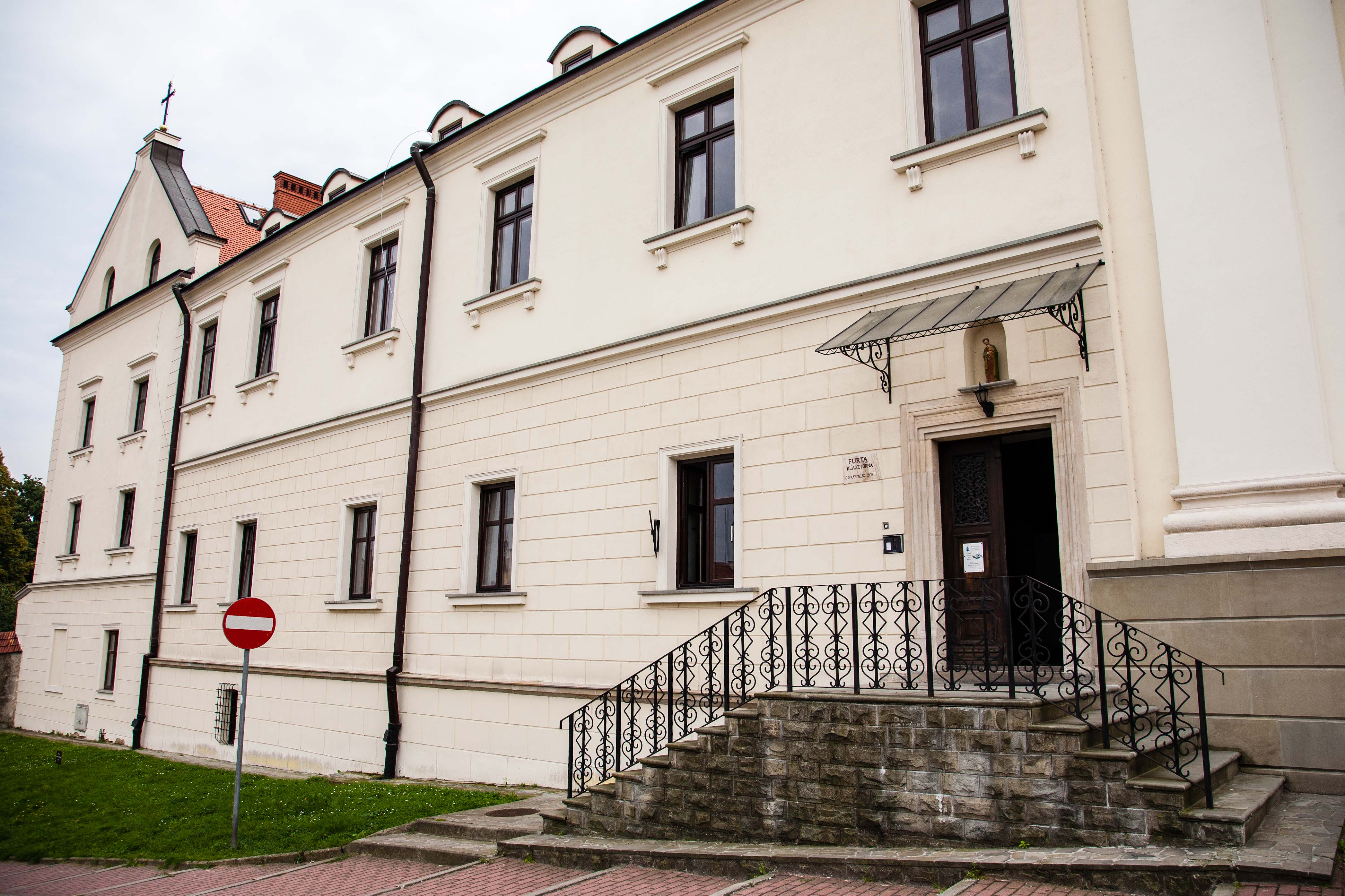
Klasztor z furtą klasztorną
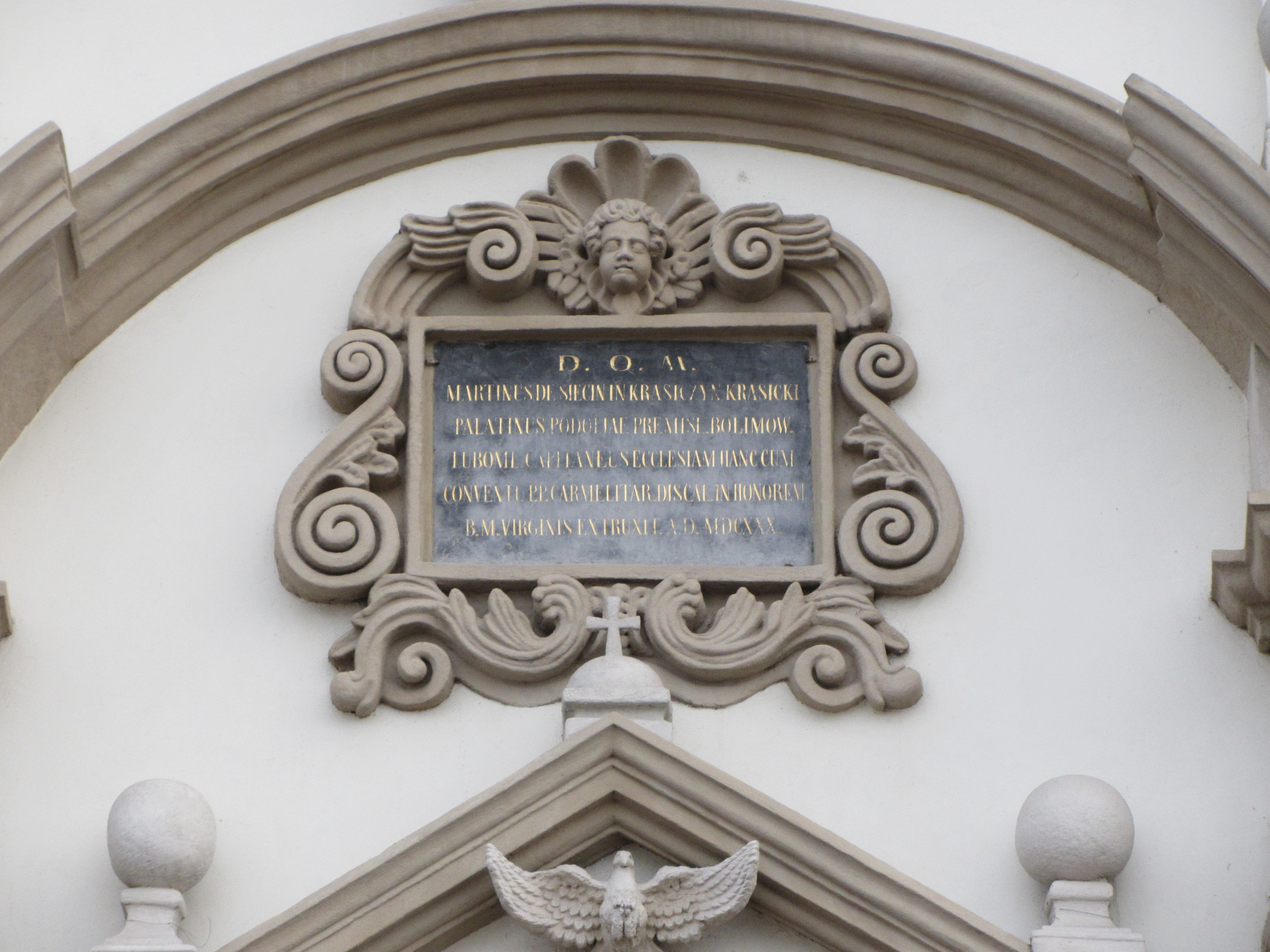
Tablica pamiątkowa nad portalem głównym
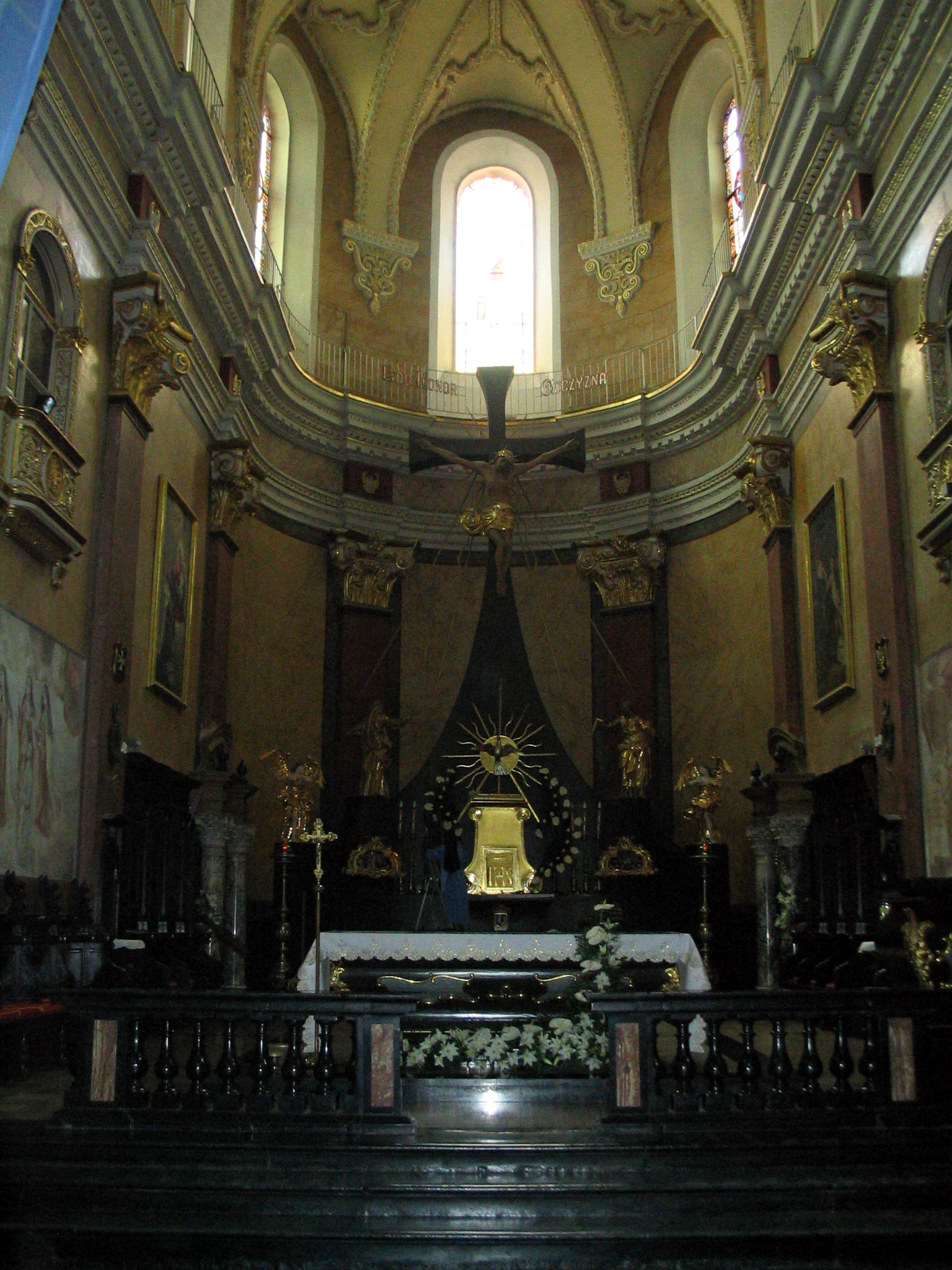
Prezbiterium
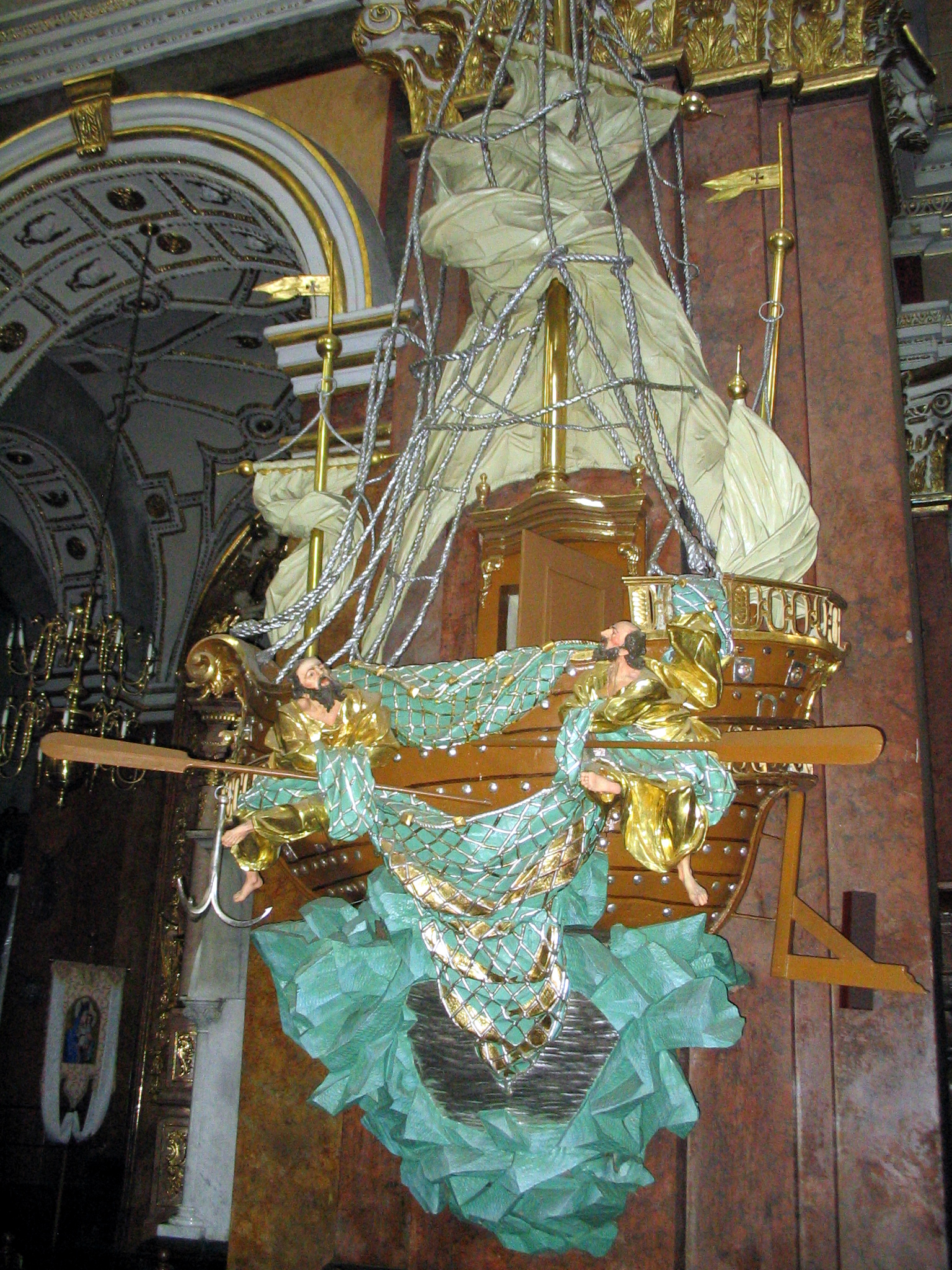
Barokowa ambona w kształcie łodzi
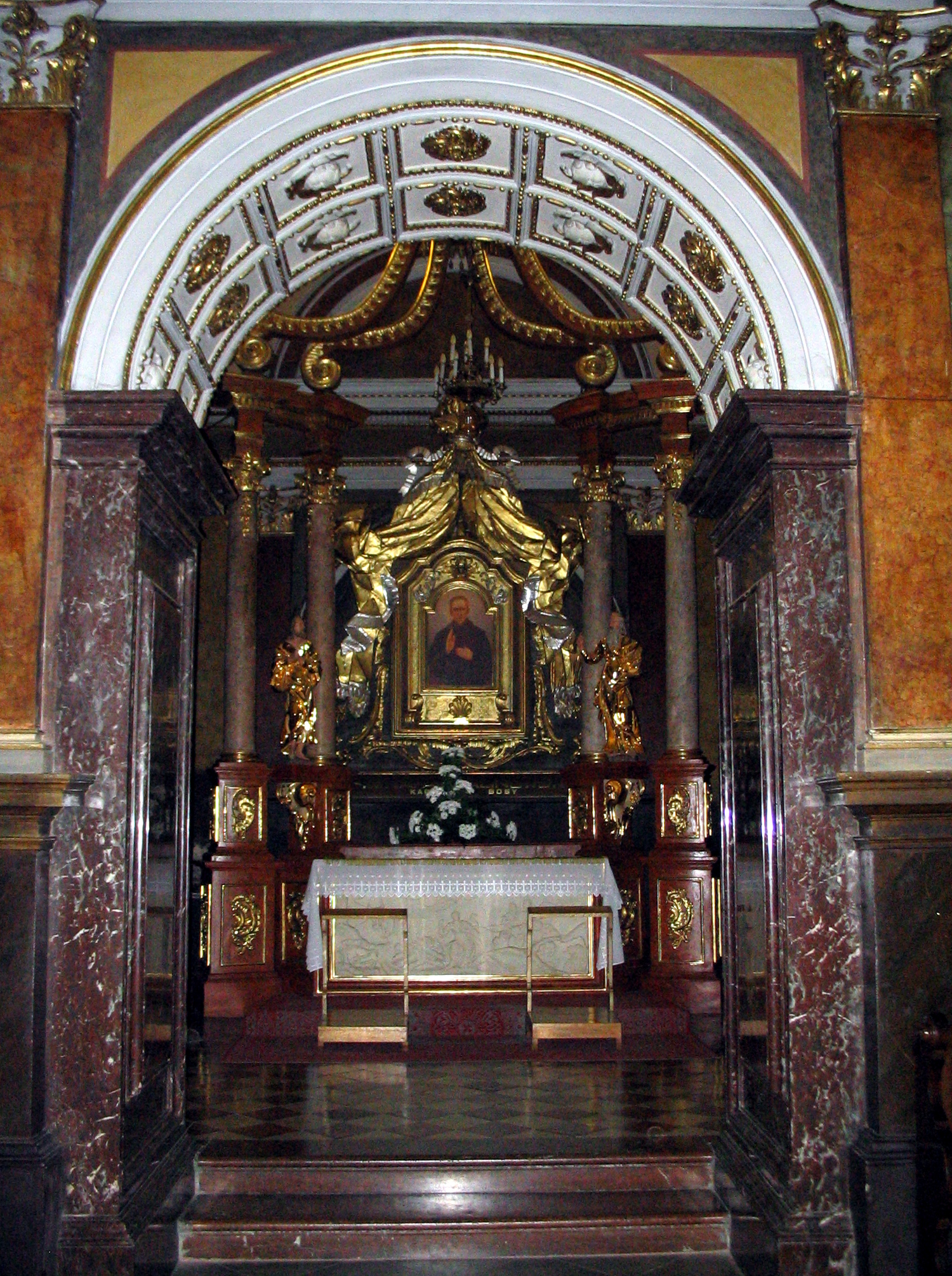
Kaplica św. Rafała Kalinowskiego
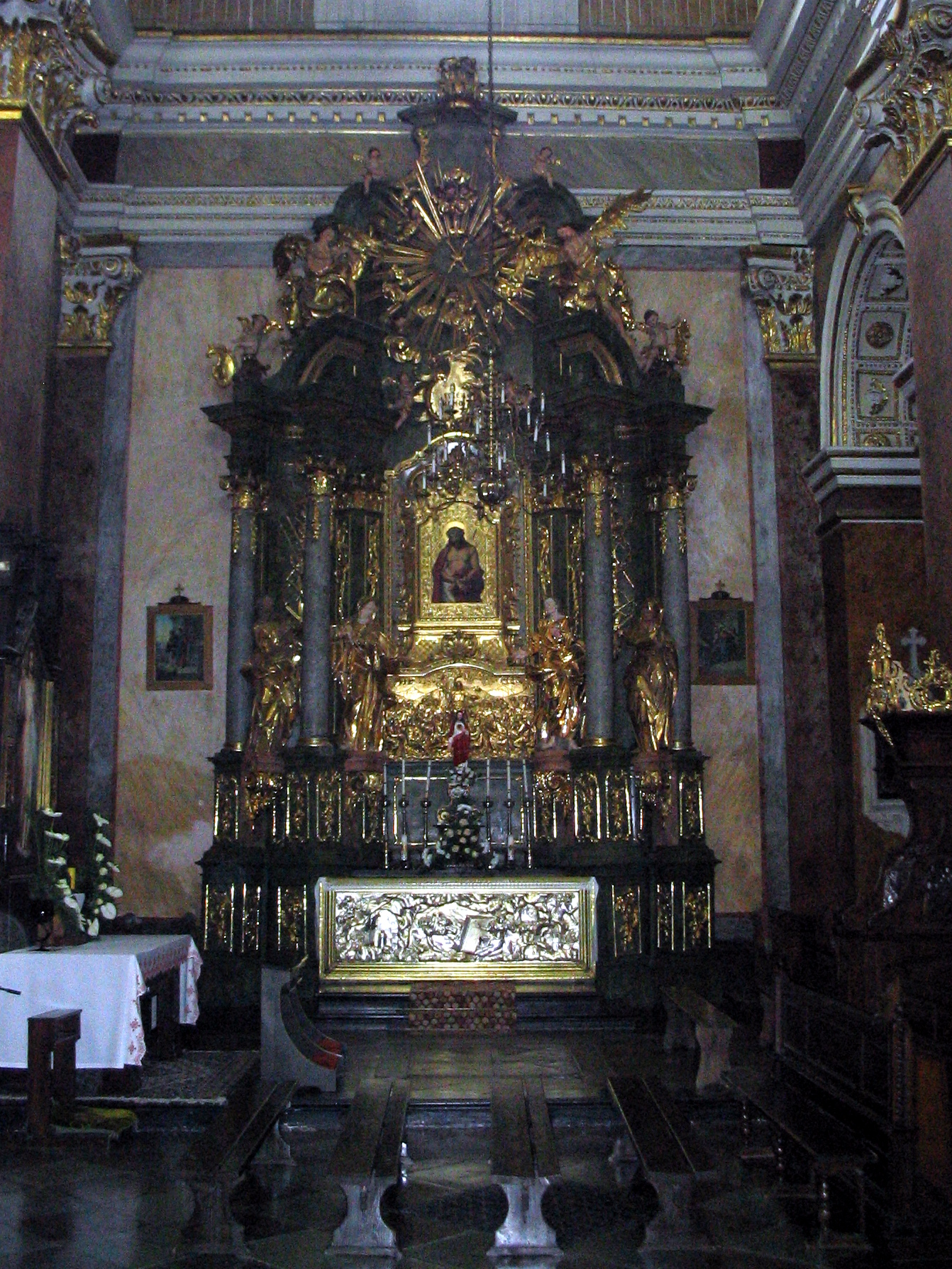
Ołtarz z obrazem Ecce Homo
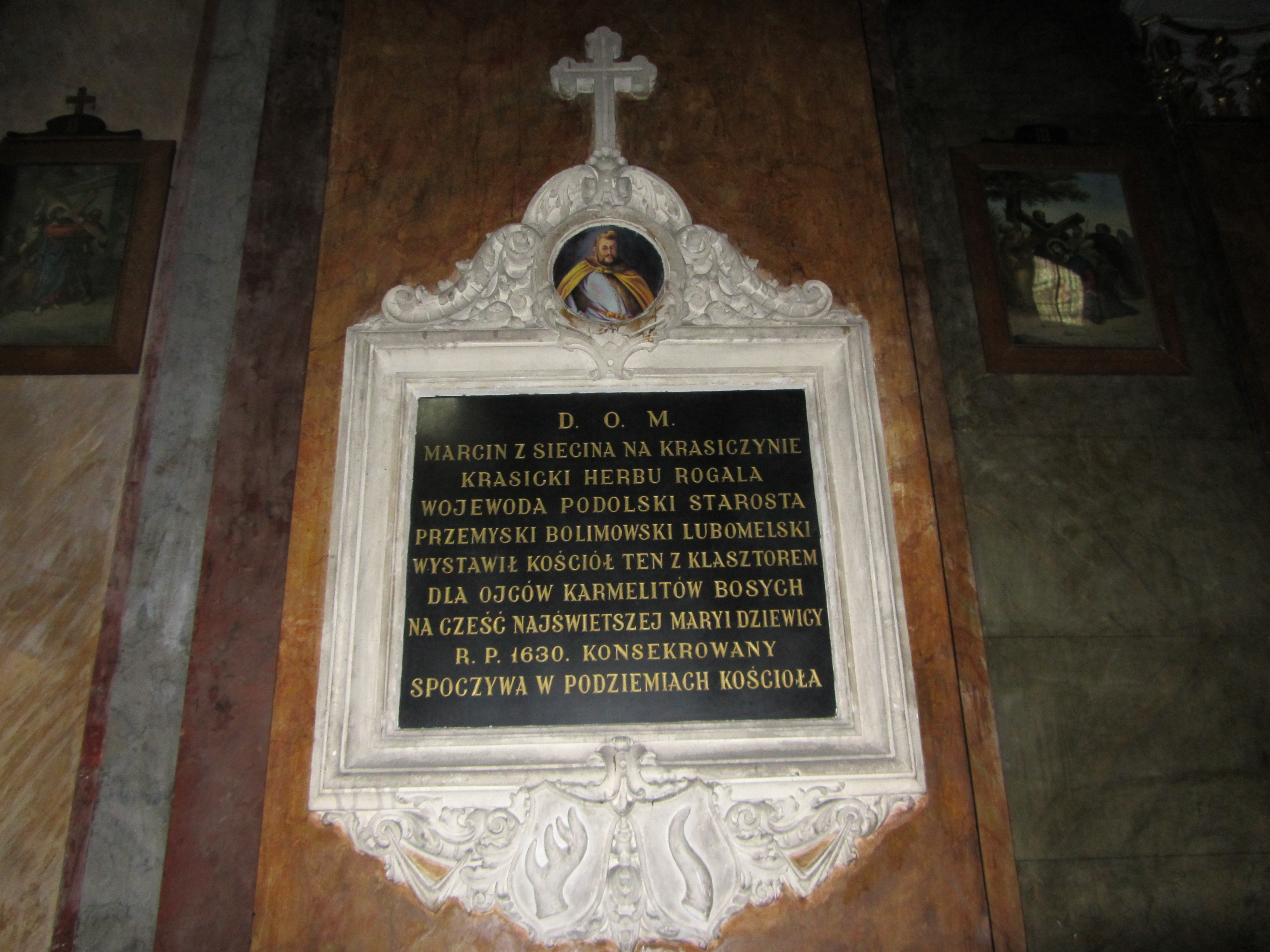
Tablica poświęcona fundatorowi kościoła - Marcinowi Krasickiemu
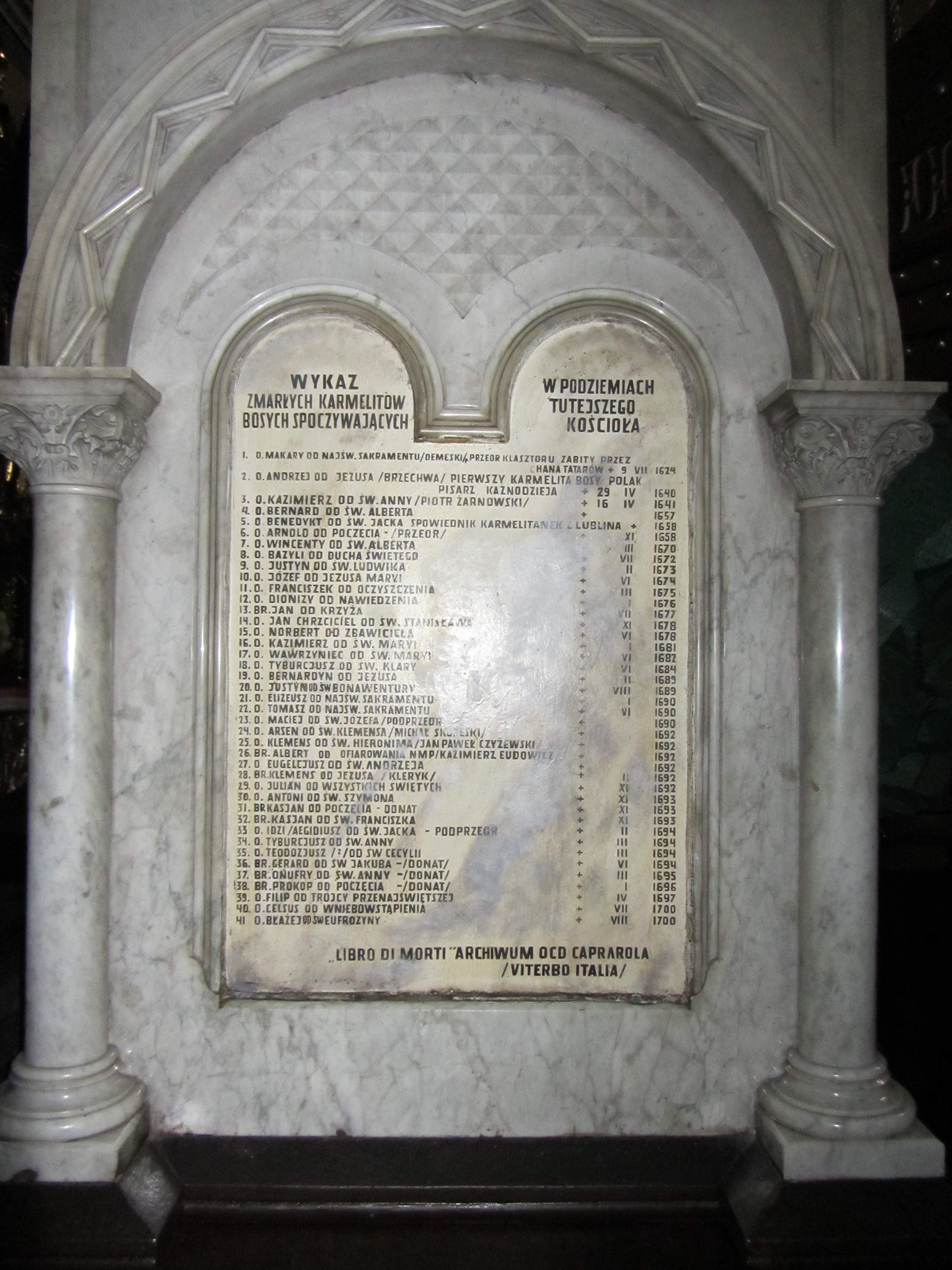
Wykaz zmarłych zakonników 1624-1700
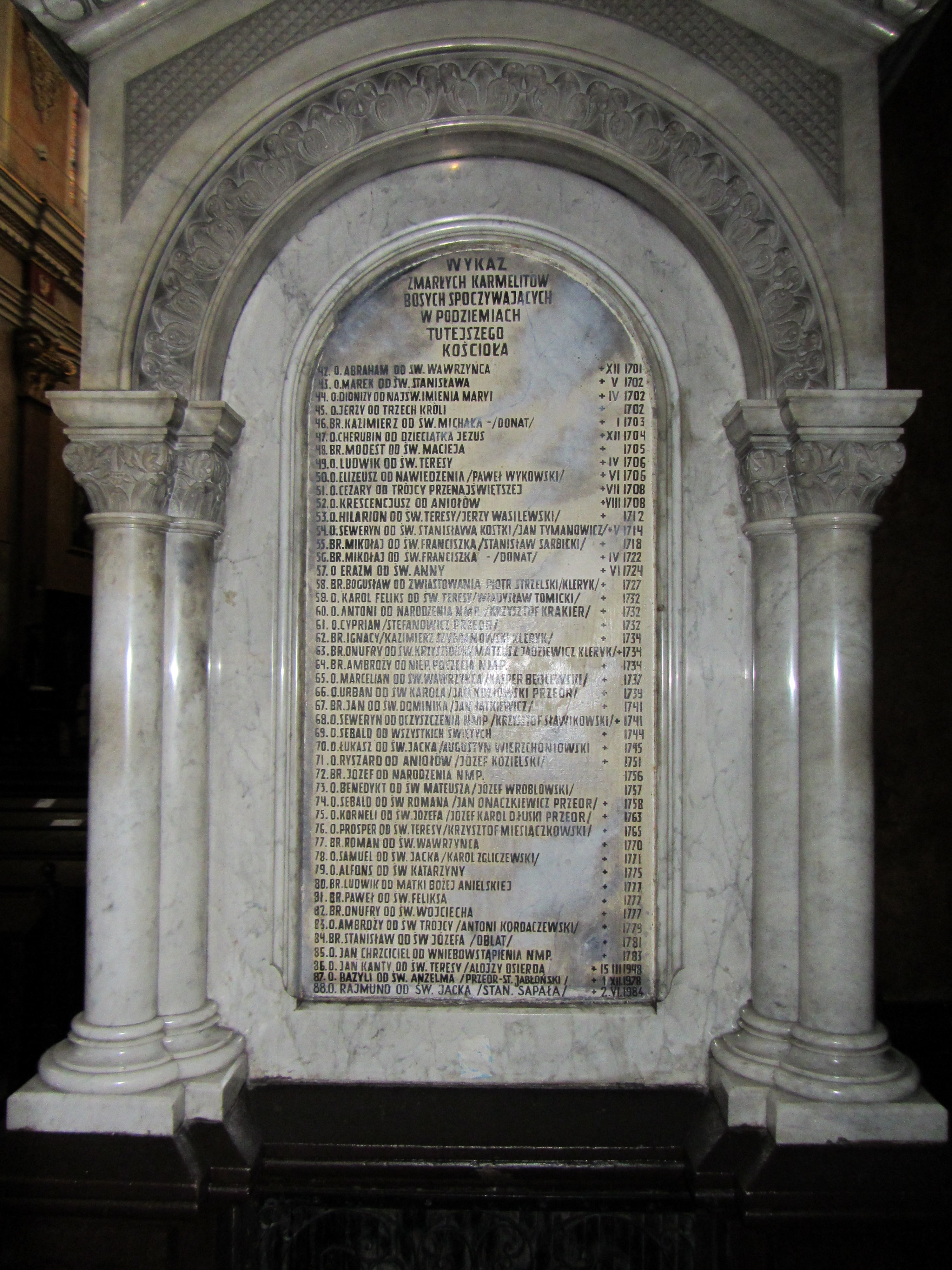
Wykaz zmarłych zakonników 1700-1783
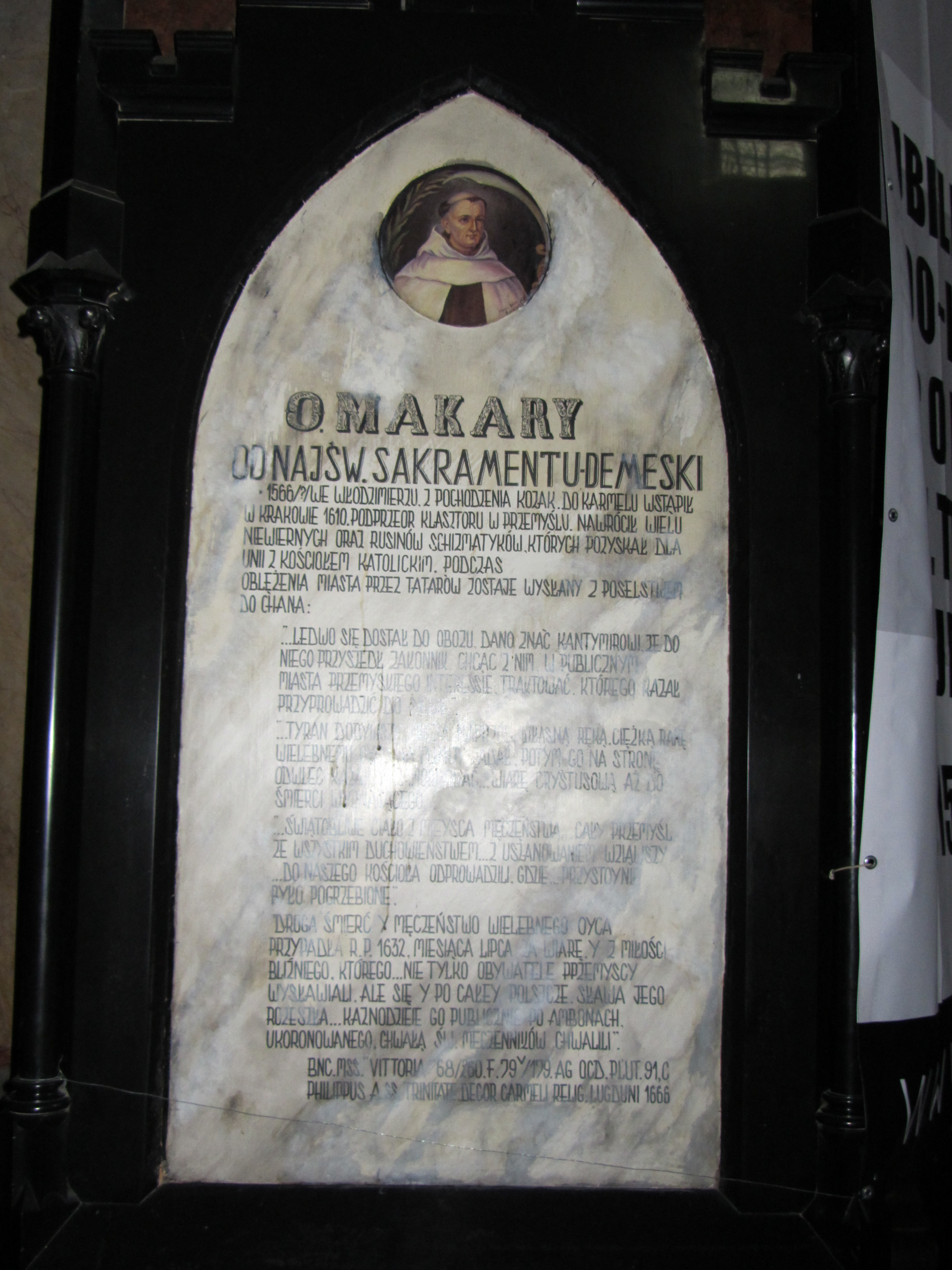
Tablica poświęcona o. Makaremu Demeskiemu, zabitemu przez Tatarów
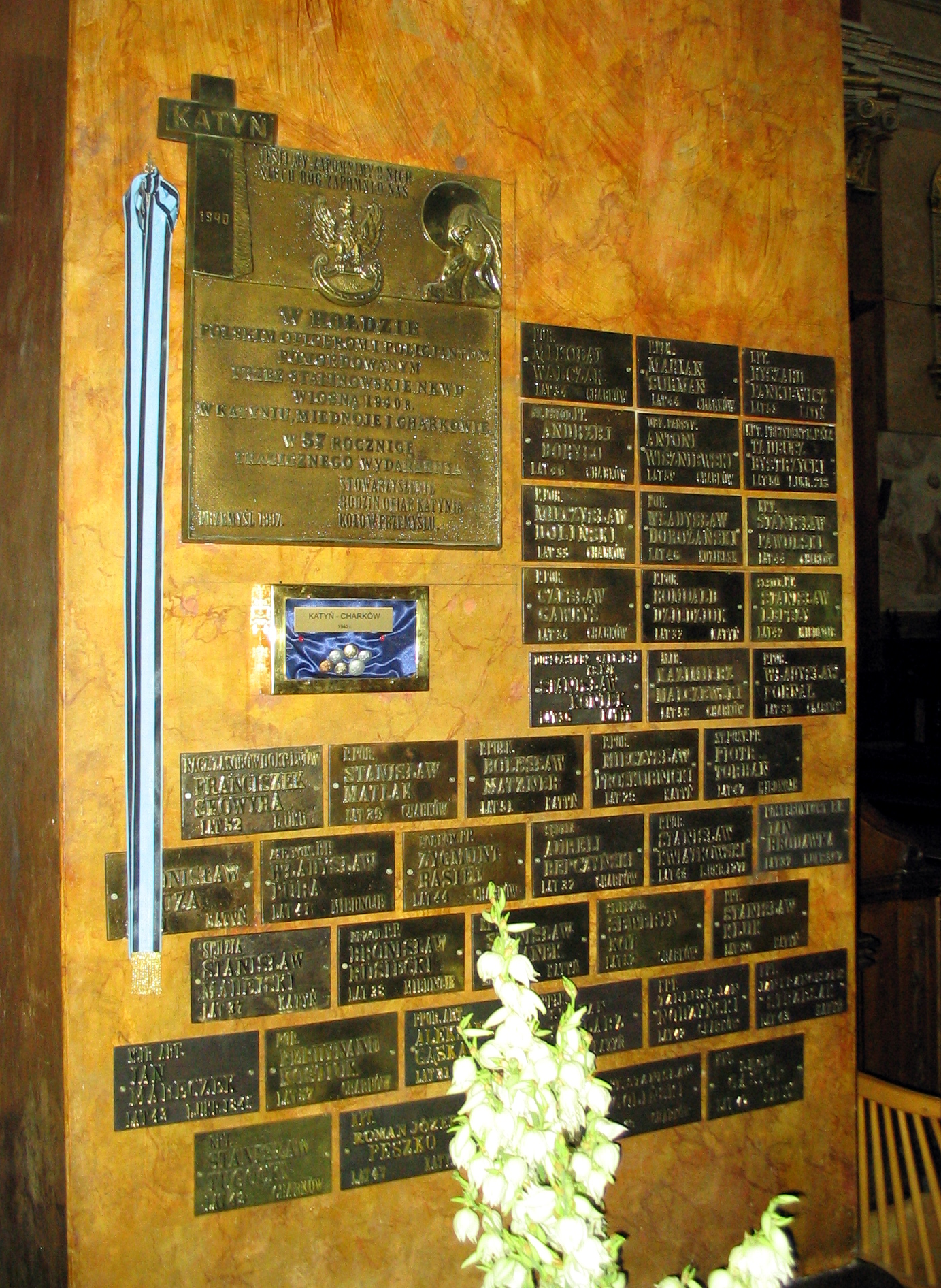
Tablica katyńska
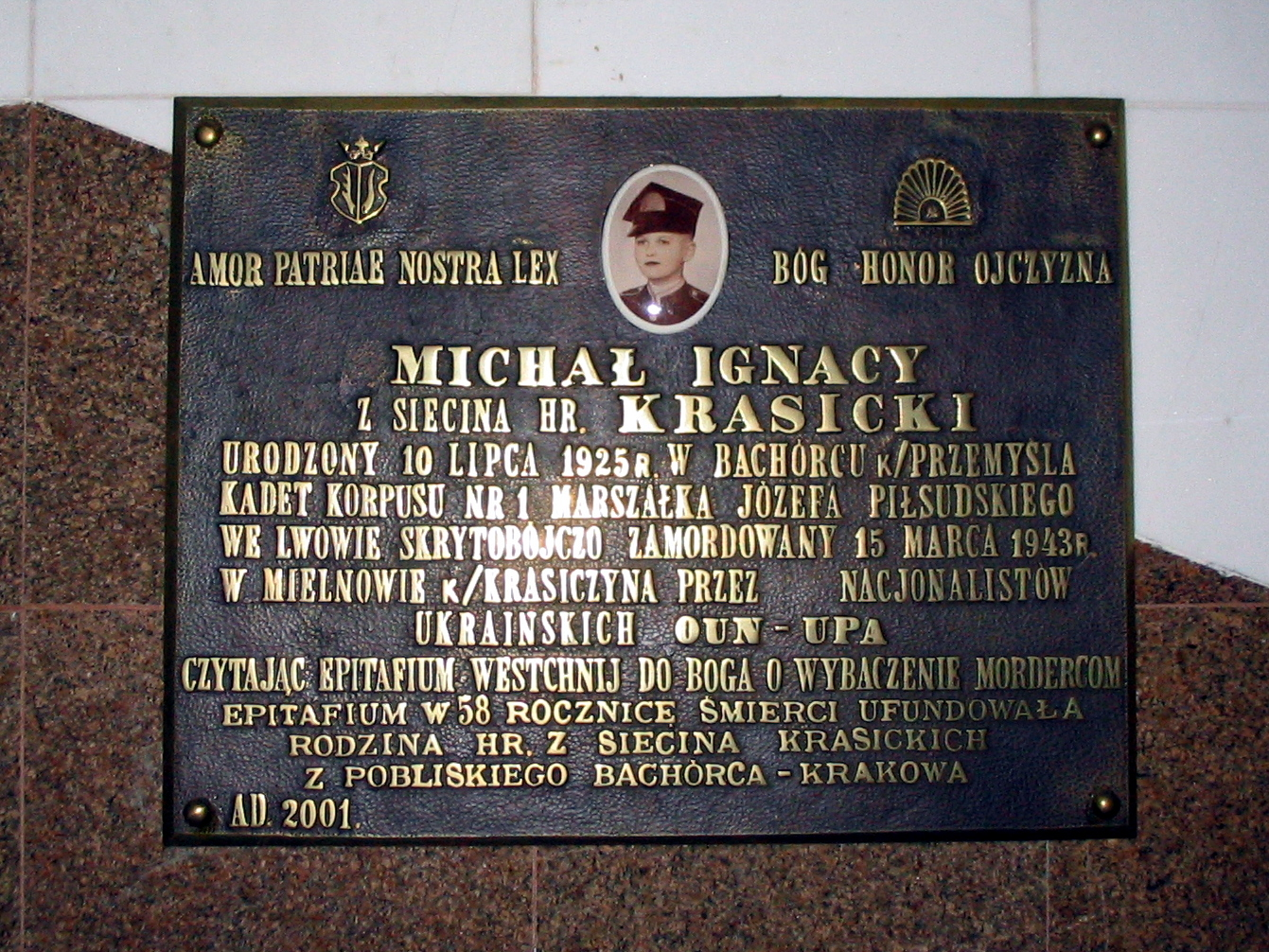
Tablica pamiątkowa poświęcona Michałowi Krasickiemu
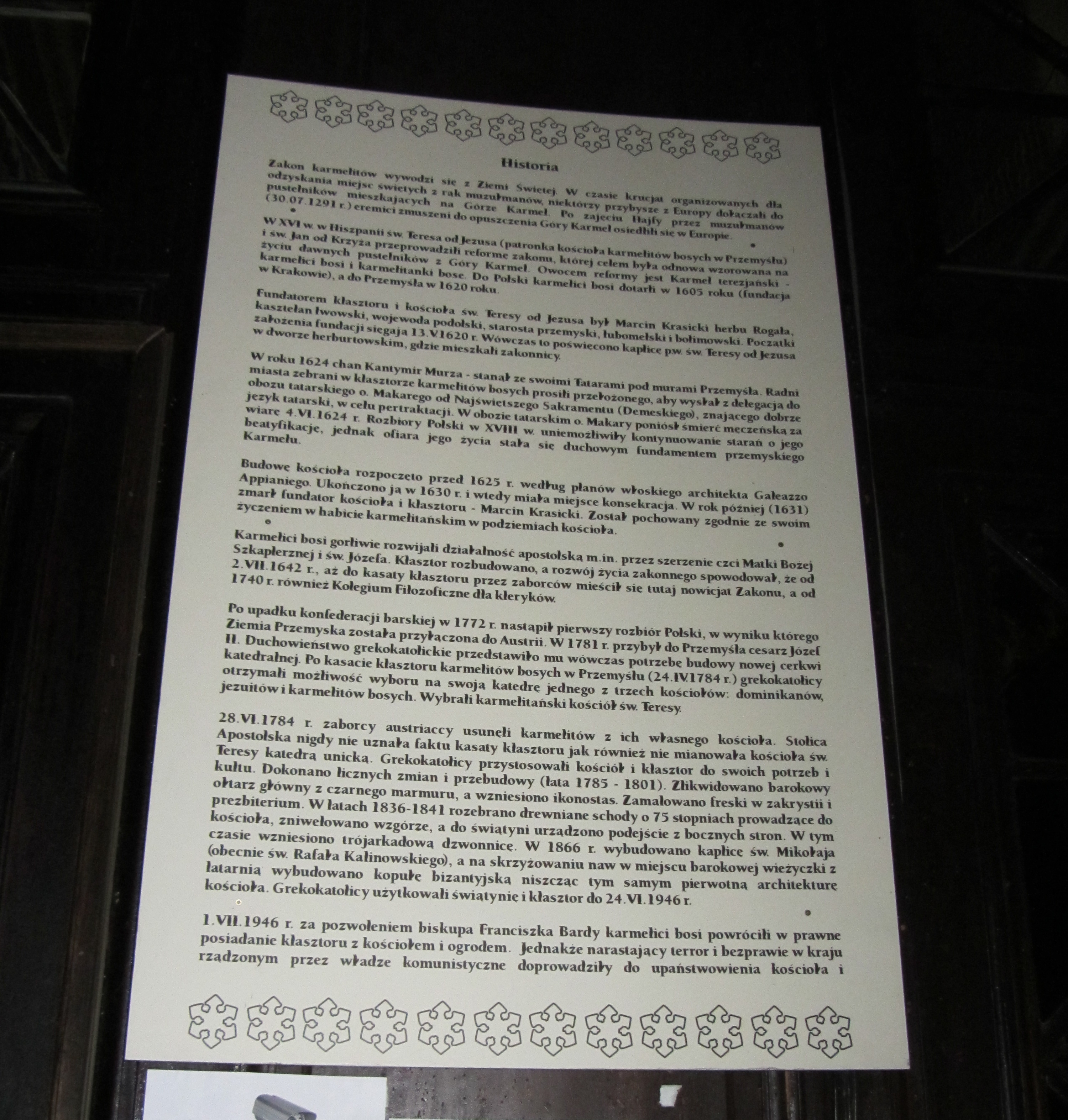
Historia Kościoła cz. 1 – tablica w przedsionku
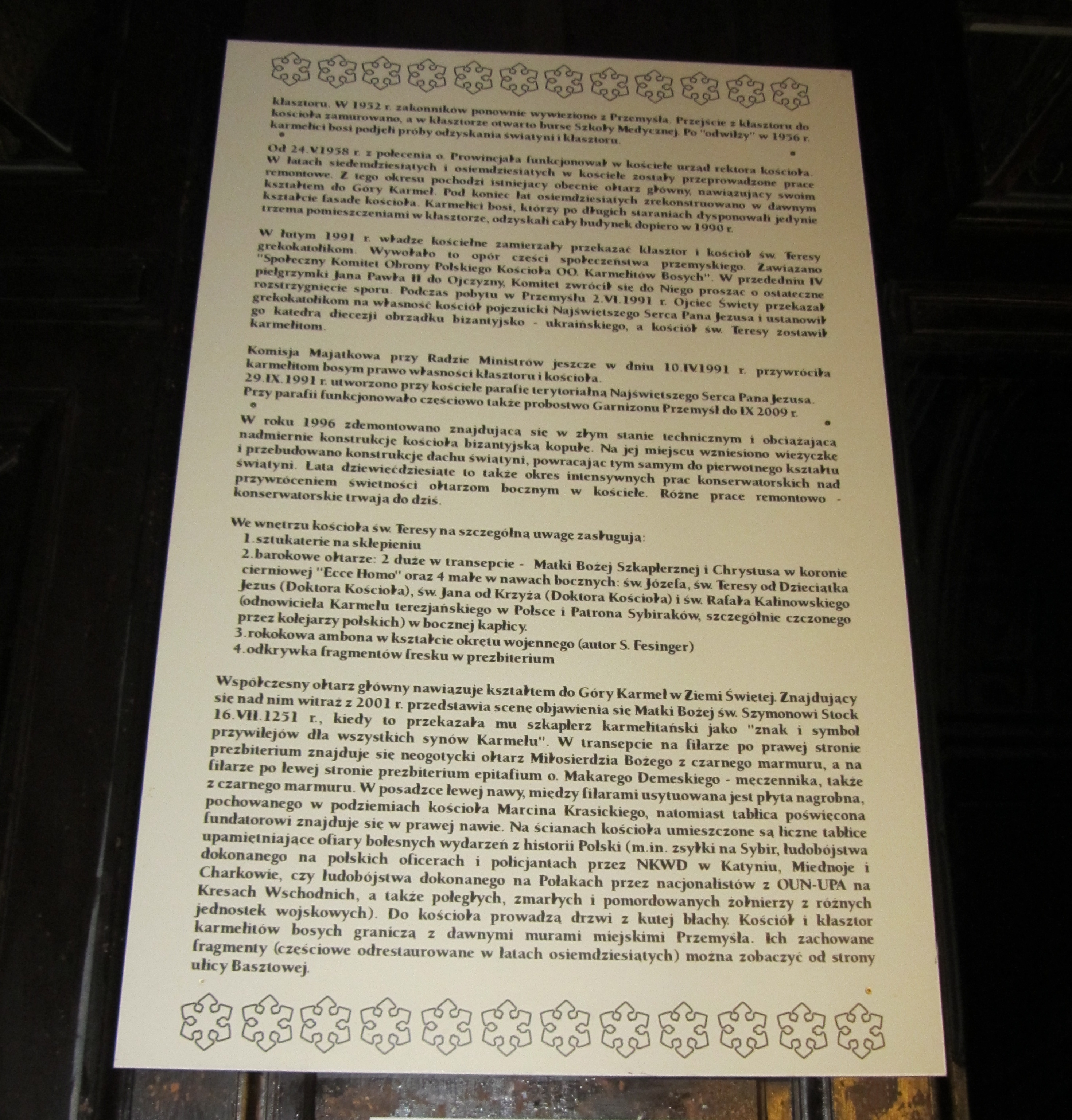
Historia Kościoła cz. 2 – tablica w przedsionku
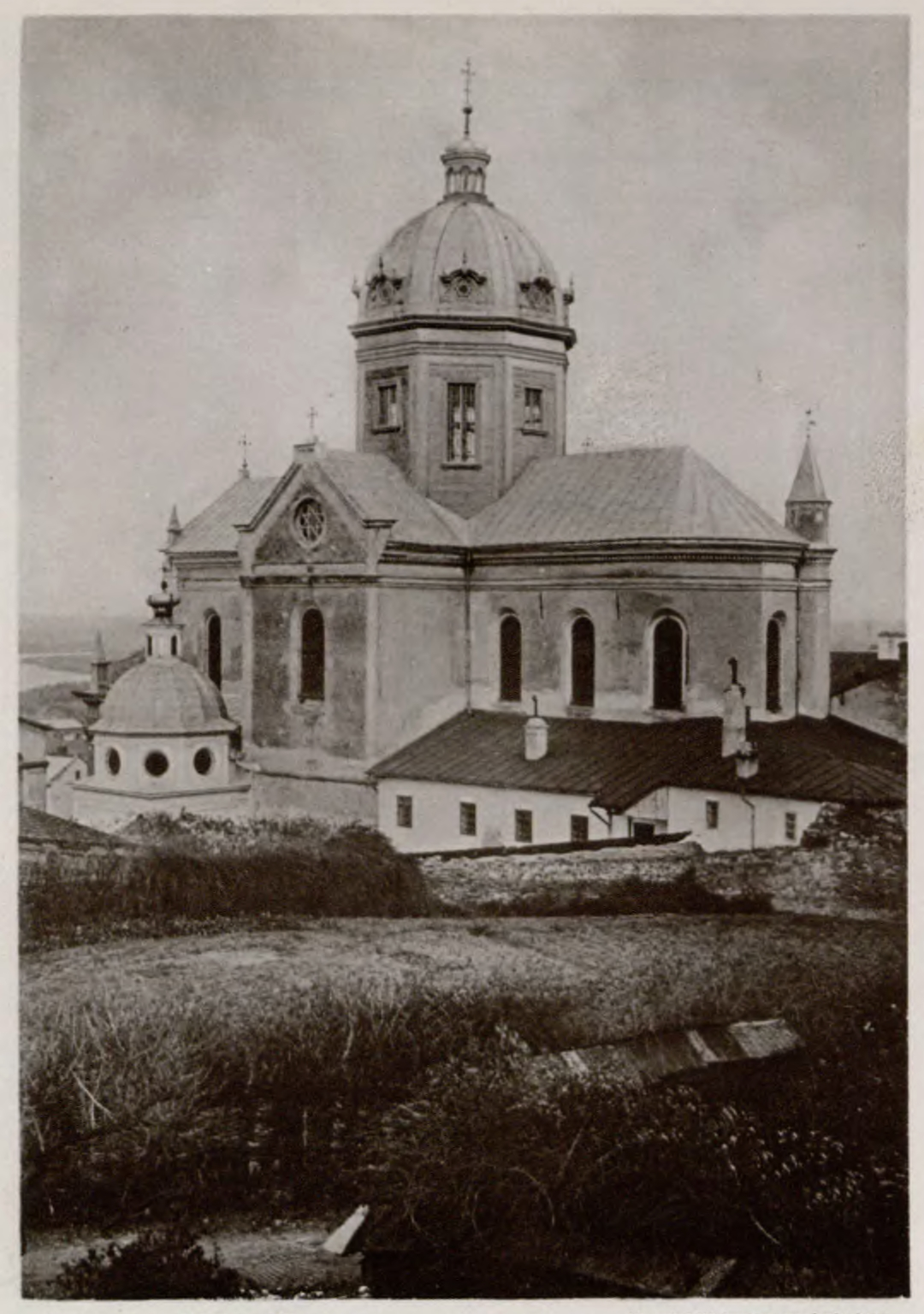
Kościół jako katedra unicka, lata 80. XIX wieku